# Sit cardenal front-roig
El sit cardenal front-roig (Paroaria baeri) és un ocell de la família dels tràupids (Thraupidae).

## Hàbitat i distribució
Viu a la vegetació secundària, bosc obert i clars de les terres baixes al centre de Brasil.